# Elif Shafak

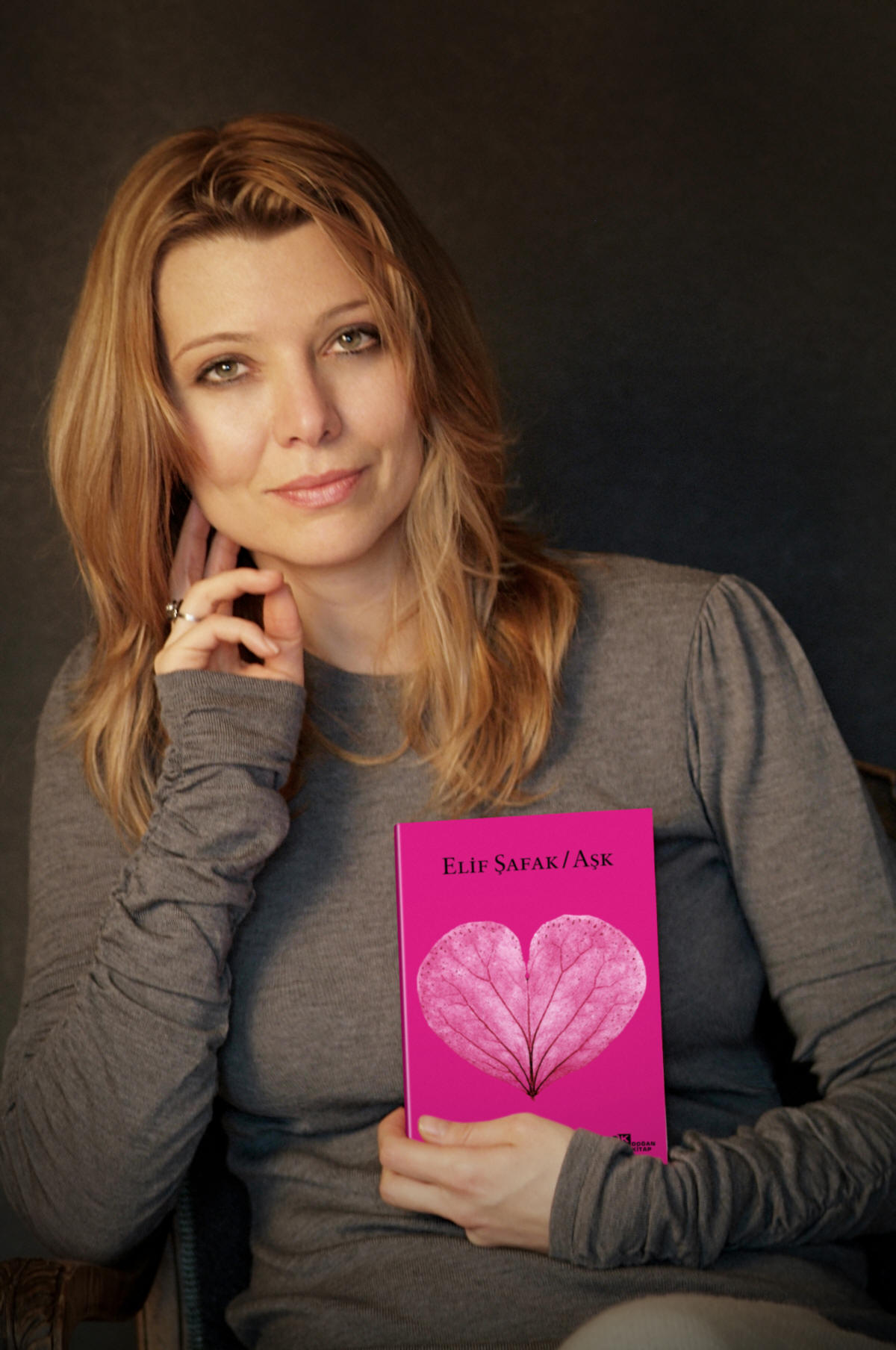
Elif Shafak (2012)

Elif Şafak (geboren 25. Oktober 1971 in Straßburg als Elif Bilgin; international meist Elif Shafak geschrieben) ist eine britisch-türkische Autorin. Sie gehört zu den meistgelesenen Schriftstellerinnen in der Türkei sowie zu den türkischen Schriftstellern mit hohem Bekanntheitsgrad im Ausland. Ihr Werk wurde in über 50 Sprachen übersetzt.

## Leben
Als Tochter der Diplomatin Şafak Atayman und des Soziologieprofessors Nuri Bilgin (1948–2015) wuchs Elif Shafak unter anderem in Madrid und Amman auf. Nach der Trennung ihrer Eltern zog sie mit ihrer Mutter zur Großmutter nach Ankara.
Sie studierte Internationale Beziehungen an der Technischen Universität des Nahen Ostens in Ankara, erhielt einen Master of Sciences in Gender and Women’s Studies mit einer Arbeit über The Deconstruction of Femininity Along the Cyclical Understanding of Heterodox Dervishes in Islam und promovierte an derselben Universität in Politikwissenschaft mit An Analysis of Turkish Modernity Through Discourses of Masculinities. 2005 war sie Fellow des Programms West-östlicher Diwan am Wissenschaftskolleg in Berlin. Ab 2006 arbeitete sie als Gastdozentin an der Abteilung für Nahost-Studien der University of Arizona in Tucson. Shafak hat an verschiedenen Universitäten in der Türkei, den USA und im Vereinigten Königreich gelehrt, darunter am St. Anne’s College der Universität Oxford, wo sie Ehrenmitglied ist. Außerdem hat sie einen Doktorgrad in Humane Literature vom Bard College.
Elif Shafak ist mit dem türkischen Journalisten Eyüp Can Sağlık verheiratet. Das Paar hat eine Tochter und einen Sohn (geboren 2006 und 2008). Die Familie lebt im Großraum London.

## Autorin
Literarisch debütierte Elif Shafak mit der 1994 veröffentlichten Erzählung Kem Gözlere Anadolu. Ihr erster Roman Pinhan erschien 1997 und wurde im Jahr darauf mit dem nach dem persischen Mystiker Celaleddin Rumi benannten Mevlana-Preis ausgezeichnet, der für Werke im Bereich der islamischen Mystik vergeben wird. Ein erster Durchbruch gelang ihr mit dem Roman Şehrin Aynaları (Spiegel der Stadt), für den sie im Jahr 2000 den Preis des türkischen Schriftstellerverbandes erhielt.

Die Themen ihres 2006 in englischer Sprache veröffentlichten Romans The Bastard of Istanbul (dt. Titel: Der Bastard von Istanbul) riefen heftige Reaktionen in ihrer Heimat hervor und die türkische Justiz auf den Plan. Diese fällte im September 2006 das Urteil, dass die monierten Passagen in dem Roman nach Art. 301 (3) des Türkischen Strafgesetzbuches rechtens seien; denn – so hieß es in der Urteilsbegründung weiter – „Meinungsäußerungen, die mit der Absicht der Kritik erfolgt sind, stellen keine Straftat dar.“ Elif Shafak kommentierte das so:
„Es wäre eine Lüge zu sagen, all das hätte mich nicht beeinflusst. Jeder Journalist oder Autor in der Türkei ist sich im Klaren darüber, dass ein einziger Artikel (…) genügt, um eingesperrt zu werden. In meinen Romanen bin ich allerdings nie vorsichtig.“
Anlässlich der Proteste in der Türkei im Sommer 2013 äußerte Shafak, die türkischen Bürger hätten das Vertrauen in die Regierung verloren.
Von Dezember 2009 bis Mai 2013 schrieb Shafak eine Kolumne in der türkischen Tageszeitung Habertürk. Sie ist Gründungsmitglied des European Council on Foreign Relations.
Von etwa 2016 bis 2018 war sie Mitglied des Koordinierungskollektivs von DiEM25. Im September 2017 hielt sie die Eröffnungsrede des 17. Internationalen Literaturfestivals Berlin. 2017 wurde sie zum Jurymitglied für den Man Booker International Prize berufen. Zwei Jahre später gelangte sie mit ihrem in englischer Sprache verfassten Roman 10 Minutes 38 Seconds In This Strange World (dt. Titel: Unerhörte Stimmen) auf die Shortlist des britischen Literaturpreises und des RSL Ondaatje Prize, wobei dieser Roman auch Blackwell's Book of the Year war. The Forty Rules of Love (dt. Titel: Die 40 Geheimnisse der Liebe) wurde von der BBC in die Liste der 100 Romane, die unsere Welt geprägt haben, aufgenommen. The Architect's Apprentice (dt. Titel: Der Architekt des Sultans) wurde für den ersten Buchclub der Herzogin von Cornwall, The Reading Room, ausgewählt. Ihr  Werk, The Island of Missing Trees (dt. Titel: Das Flüstern der Feigenbäume), stand auf der Shortlist der British Book Awards, des Costa Books Awards, des RSL Ondaatje Prize und des Women’s Prize for Fiction.
2017 schrieb Shafak einen Beitrag für das Kunstprojekt Future Library der schottischen Künstlerin Katie Paterson. Es soll im Jahr 2114 in einer 100 Texte umfassenden Anthologie veröffentlicht werden. Bis dahin wird das Manuskript unveröffentlicht und ungelesen in der Deichmanske bibliotek in Oslo verwahrt. Shafaks Beitrag trägt den Titel The Last Taboo.
Shafak ist Fellow und Vizepräsidentin der Royal Society of Literature. Sie wurde von der BBC zu einer der 100 einflussreichsten Frauen 2021 gewählt. Zudem war sie Mitglied im Global Agenda Council on Creative Economy des Weltwirtschaftsforums und ein Gründungsmitglied des ECFR (European Council on Foreign Relations). Als Verfechterin von Frauenrechten, LGBTQ+-Rechten und Meinungsfreiheit ist Shafak eine bekannte öffentliche Rednerin und zweimalige TED Global Speaker. Sie schreibt für Publikationen mehrerer Länder und wurde mit dem französischen Orden Chevalier de l'Ordre des Arts et des Lettres ausgezeichnet. Im Jahr 2017 wählte das Portal Politico sie zu einer der zwölf Personen, „die Ihnen eine dringend benötigte Ermutigung verschaffen werden“. Sie ist Jurymitglied zahlreicher Literaturpreise, darunter des PEN Nabokov-Preises und hatte den Vorsitz des Wellcome Prize inne. 2011 wurde Shafak mit dem Internationalen Halldór-Laxness-Literaturpreis für ihren Beitrag zur „Erneuerung der Kunst des Geschichtenerzählens“ ausgezeichnet.
Das Pseudonym Şafak (türkisch ‚Morgenröte‘) ist der Vorname ihrer Mutter, mit der sie als Kind unter anderem in Ankara lebte und die sie als abla (große Schwester) ansprach. „Die Verbindung zu meinem Vater war sehr brüchig. […] Ich […] war der dunkle Fleck in seinem Leben“, so die Autorin.

## Auszeichnungen
- 2010: Chevalier de l'Ordre des Arts et des Lettres
- 2017: Ehrenpreis des österreichischen Buchhandels für Toleranz in Denken und Handeln[17]
- 2021: Halldór-Laxness-Literaturpreis für ihren Beitrag zur „Erneuerung der Kunst des Geschichtenerzählens“

## Werke (Auswahl)
Türkisch
- Kem Gözlere Anadolu, Evrensel 1994, ISBN 975-7837-29-6.

- Pinhan, Metis 1997, ISBN 975-342-297-0.
- Şehrin Aynaları, Metis 1999, ISBN 975-342-298-9.
  - Spiegel der Stadt, Literaturca Verlag, Frankfurt 2004, ISBN 3-935535-06-6.
- Mahrem, Metis 2000, ISBN 975-342-285-7.
  - Schau mich an, Kein & Aber, Zürich/Berlin 2020, ISBN 978-3-0369-5829-3, Übersetzung aus dem Türkischen von Gerhard Meier
- Bit Palas, Metis 2002, ISBN 975-342-354-3.
  - Der Bonbonpalast. Eichborn, Frankfurt 2008, ISBN 978-3-8218-5806-7.
- Beşpeşe, Metis 2004, ISBN 975-342-467-1 (mit Murathan Mungan, Faruk Ulay, Celil Oker und Pınar Kür).
- Med-Cezir, Metis 2005, ISBN 975-342-533-3.
- Siyah Süt, Doğan 2007, ISBN 978-975-991-531-5.
  - Black Milk: On Writing, Motherhood, and the Harem Within, Übersetzung aus dem Türkischen von Hande Zapsu Watt, Viking Books 2011, ISBN 0-670-02264-0.
- Kağıt Helva, Doğan 2010, ISBN 978-605-111-426-2.
- Firarperest, Doğan 2010, ISBN 978-605-111-902-1 (illustriert von M.K. Perker).
- Şemspare, Doğan 2012, ISBN 978-605-09-0799-5 (illustriert von M.K. Perker).
- Sakız Sardunya, 2014, Doğan, ISBN 978-605-09-2291-2.

Englisch
- The Saint of Incipient Insanities, Farrar, Straus and Giroux 2004, ISBN 0-374-25357-9.
  - Die Heilige des nahenden Irrsinns. Eichborn, Frankfurt am Main 2005, ISBN 3-8218-5750-1.
- The Bastard of Istanbul, Viking Adult 2006, ISBN 978-0-670-03834-3.
  - Baba ve piç . Türkische Übersetzung aus dem Englischen von Aslı Biçen. Metis 2006
  - Der Bastard von Istanbul. Aus dem Englischen von Juliane Gräbener-Müller. Eichborn, Frankfurt am Main 2007, ISBN 978-3-8218-5799-2.
  - Vorwort zu: Istanbul von Andreas Herzau, Hatje Cantz, Ostfildern 2010, ISBN 978-3-7757-2615-3.
  - Der Bastard von Istanbul. Aus dem Englischen von Juliane Gräbener-Müller. Kein & Aber, Zürich 2015, ISBN 978-3-0369-5924-5,
- The Forty Rules of Love: A Novel of Rumi, Viking Adult 2010, ISBN 978-0-670-02145-1.
  - Aşk, Türkische Übersetzung aus dem Englischen von Kadir Yiğit Us, Doğan 2009, ISBN 978-605-111-107-0.
  - Die vierzig Geheimnisse der Liebe. Aus dem Englischen von Michaela Grabinger. Kein & Aber, Zürich 2013, ISBN 978-3-0369-5666-4.
- Honour. Viking, London 2012, ISBN 0-670-92115-7.
  - İskender, Türkische Übersetzung aus dem Englischen, Doğan 2011, ISBN 978-605-09-0251-8.
  - Ehre. Aus dem Englischen von Michaela Grabinger. Kein & Aber, Zürich 2014, ISBN 978-3-0369-5676-3.
- The Architect’s Apprentice. Viking, London 2014, ISBN 978-0-241-00491-3.
  - Ustam ve Ben, Türkische Übersetzung aus dem Englischen von Omca Korugan, Doğan 2013, ISBN 978-605-09-1803-8.
  - Der Architekt des Sultans. Aus dem Englischen von Michaela Grabinger. Kein & Aber, Zürich 2015, ISBN 978-3-0369-5715-9.
- Three Daughters of Eve. Viking, London 2016, ISBN 978-0-241-28804-7.
  - Havva'nın Üç Kızı, Türkische Übersetzung aus dem Englischen von Omca Korugan Doğan 2016, ISBN 978-605-09-3537-0.
  - Der Geruch des Paradieses. Aus dem Englischen von Michaela Grabinger. Kein & Aber, Zürich 2016, ISBN 978-3-0369-5732-6.
- 10 Minutes 38 Seconds in this Strange World. Viking 2019, ISBN 978-0-241-29386-7.
  - On Dakika Otuz Sekiz Saniye, Türkische Übersetzung aus dem Englischen von Omca Korugan, Dogan 2019, ISBN 978-605-09-6309-0.
  - Unerhörte Stimmen. Aus dem Englischen von Michaela Grabinger. Kein & Aber, Zürich 2019, ISBN 978-3-0369-5790-6.
- How to Stay Sane in a World of Division. Profile Books, London 2020, ISBN 978-1-78816-572-3.
  - Hört einander zu! Aus dem Englischen von Michaela Grabinger. Kein & Aber, Zürich 2021, ISBN 978-3-0369-5844-6.
- The Island of Missing Trees. Viking, London 2021.
  - Das Flüstern der Feigenbäume. Aus dem Englischen von Michaela Grabinger. Kein & Aber, Zürich 2021, ISBN 978-3-0369-5863-7.
- There are Rivers in the Sky. Viking, London 2024.
  - Am Himmel die Flüsse. Aus dem Englischen von Michaela Grabinger. Hanser, München 2024, ISBN 978-3-446-28008-3.